# Степнинский поселковый совет
Степнинский поселковый совет (укр. Степненська селищна рада) — входит в состав
Полтавского района
Полтавской области
Украины.
Административный центр поселкового совета находится в 
пос. Степное.

## Населённые пункты совета
- пос. Степное